# Salisbury Plain

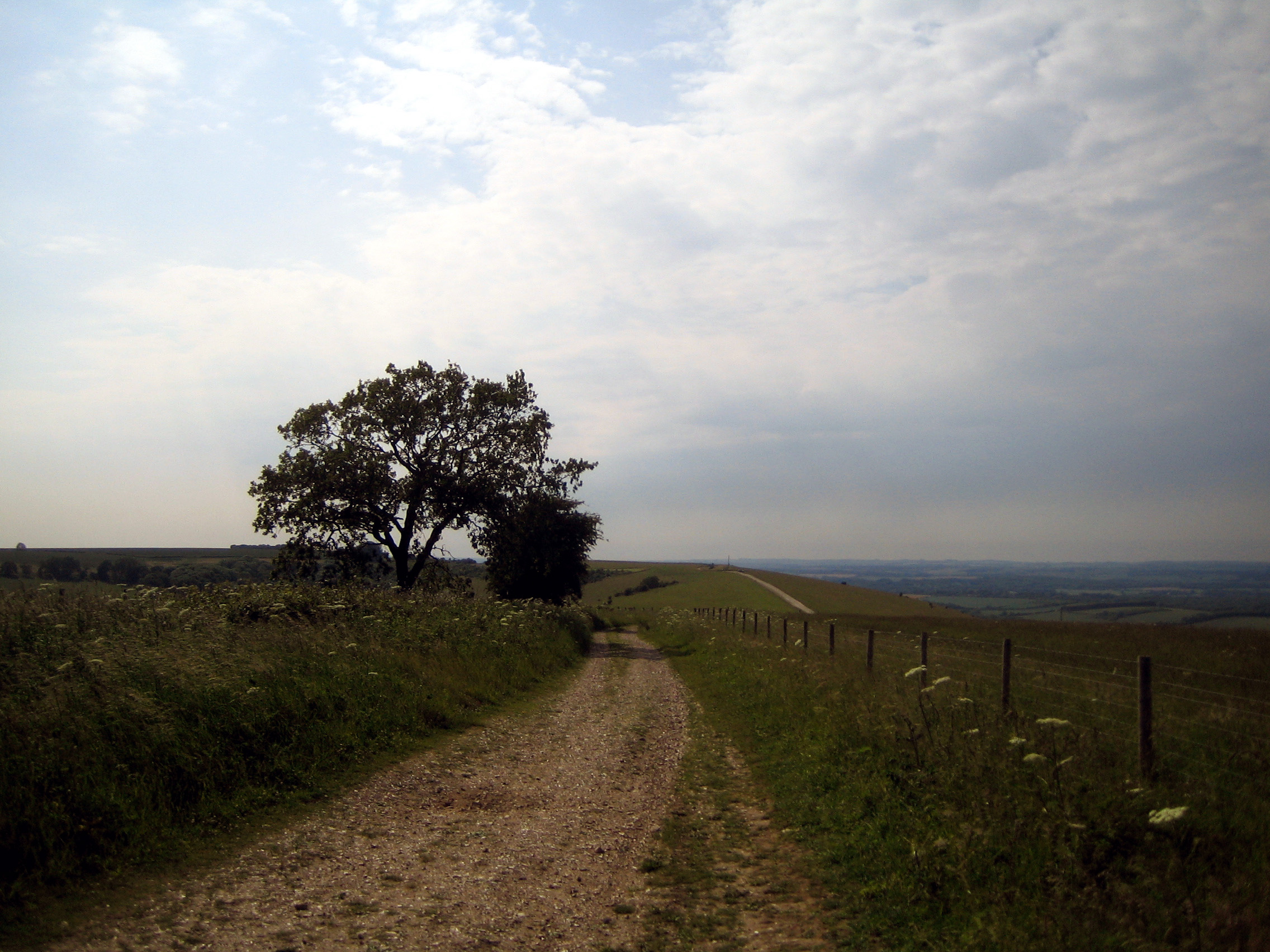
Typische Landschaft des Salisbury Plain, hier am Walbury Hill

Salisbury Plain ist eine rund 780 km² große Hochebene aus Kreide im zentralen Südengland und gehört zur südenglischen Kreideformation. Der größte Teil der Ebene liegt in der Grafschaft Wiltshire nördlich von Salisbury, der Rest in Berkshire. Die Ebene ist bekannt für ihre zahlreichen archäologischen Fundstellen, von denen Stonehenge am bekanntesten ist. Die nur dünn besiedelte Region wird forst- und landwirtschaftlich genutzt. Die Ebene und einige umliegende Gebiete sind als Area of Outstanding Natural Beauty klassifiziert.
Die einzigen größeren Orte sind Durrington und Amesbury. Daneben gibt es zahlreiche Weiler und militärische Anlagen. Die Salisbury Plain Training Area ist aufgrund der geringen Bevölkerungsdichte seit über 100 Jahren einer der wichtigsten Übungsplätze der britischen Armee. Larkhill ist die Wiege der militärischen Fliegerei des Vereinigten Königreichs, die ältesten Staffeln der Royal Air Force wurden hier ab 1911 aufgestellt, der Flugbetrieb wurde jedoch bereits 1914 wieder eingestellt. Bei Porton Down befinden sich die Anlagen des Defence Science and Technology Laboratory, dessen Forschungsarbeiten zum größten Teil geheim sind.
Mitten durch die Ebene führt die Hauptstraße A303. Es bestehen Pläne zum Bau eines Tunnels, um Stonehenge vor den Schäden zu schützen, die durch das große Verkehrsaufkommen verursacht werden.
Beschrieben wurde die Ebene von den Schriftstellern William Wordsworth, Thomas Hardy und William Henry Hudson, während John Constable zahlreiche Landschaftsbilder schuf.

## Geographie

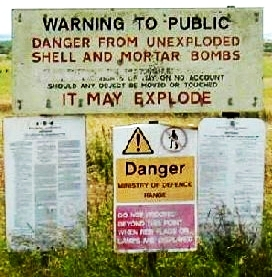
Wegen der militärischen Nutzung sind einige Gebiete nicht öffentlich zugänglich

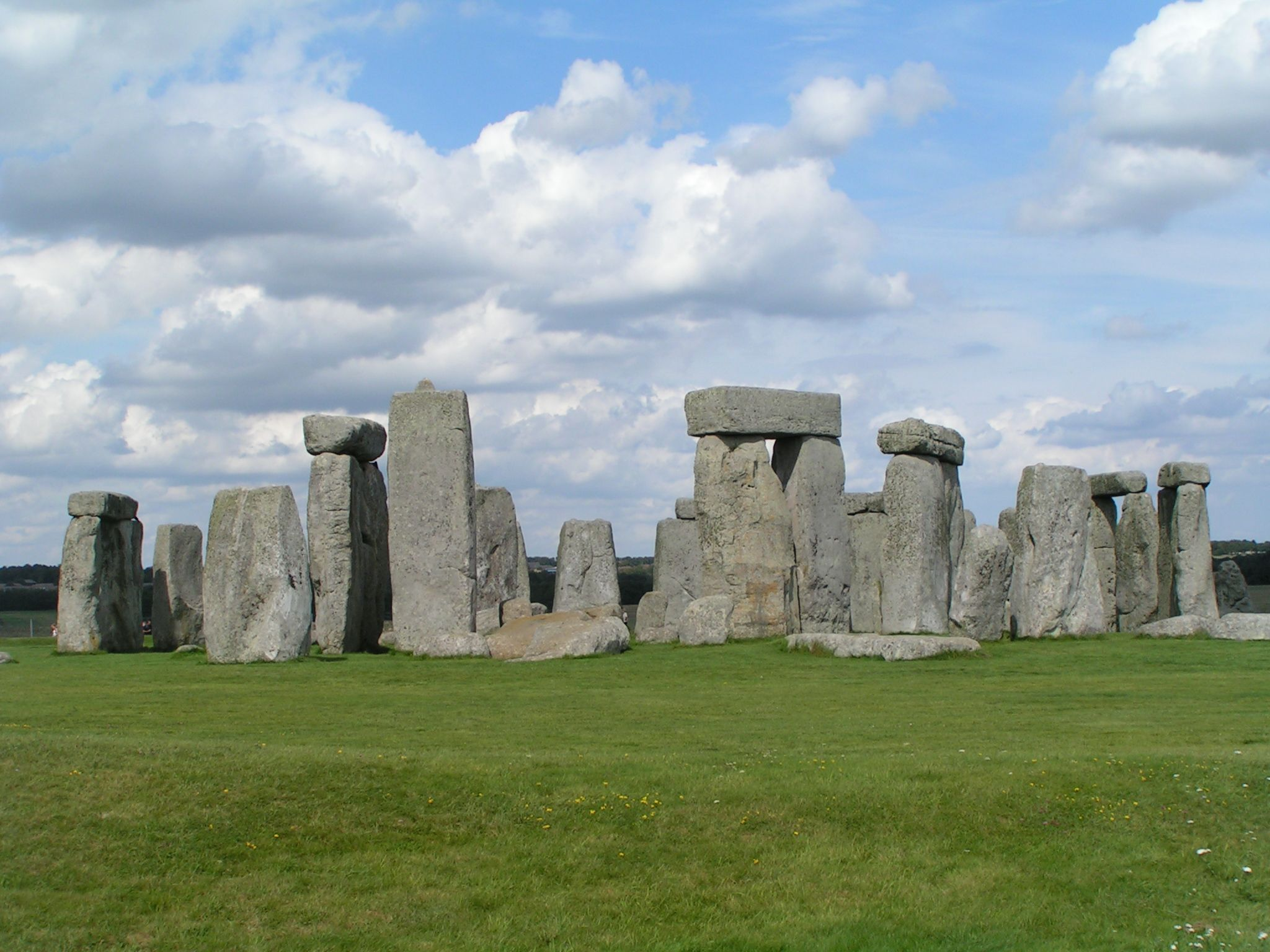
Stonehenge

Der höchste Punkt ist Walbury Hill in Berkshire, auf 297 m. Die Ebene wird von den Flusstälern des River Wylye, des Avon und des Bourne durchschnitten. Sie weisen alle eine schmale, von steilen Hängen begrenzte Flussebene auf und sind relativ dicht besiedelt. Wylye und Bourne vereinigen sich bei Salisbury zum Avon, der weiter südwärts fließt und bei Christchurch in den Ärmelkanal mündet.
Im Osten wird die Ebene von den Hampshire Downs begrenzt und im Norden von den Berkshire Downs, beides Kreidehügelzüge. Im Südwesten liegen die Dorset Downs und der Cranbourne Chase. Im Westen und Nordwesten, namentlich im Blackmore Vale, im Avon Vale und im Vale of Ardour, geht das Kreidegestein in Ton und Kalkstein über. Im Süden liegt der New Forest.
Da die weitläufigen Übungsplätze der Armee für die Öffentlichkeit nicht zugänglich sind, können sich dort zahlreiche bedrohte Tier- und Pflanzenarten behaupten. Es gibt zwei Naturreservate, und 2003 wurde die Großtrappe auf dem Salisbury Plain wieder angesiedelt.

## Geschichte
Salisbury Plain wurde während der Jungsteinzeit besiedelt und die ersten Bewohner befreiten die Ebene weitgehend von der ursprünglichen Vegetation. Zunächst war die Bevölkerung auf die Wallsiedlungen (causewayed camps) von Whitesheet Hill und Robin Hood’s Ball konzentriert. Es entstanden Henges wie Avebury und Durrington Walls. Um 2200 v. Chr. waren Stonehenge und Avebury zeremonielle Schwerpunkte; aus dieser Zeit stammen zahlreiche runde und längliche Hügelgräber. Um 600 v. Chr. wurden bei Scratchbury und Battlesbury große bronzezeitliche Hügelfestungen errichtet. Heute noch erkennbar sind die Überreste von Römerstraßen, die wahrscheinlich eine Siedlung bei Old Sarum erschlossen. Villae rusticae sind jedoch spärlich und spätere angelsächsische Flurnamen deuten darauf hin, dass die Ebene hauptsächlich eine staatliche Domäne war, auf der Getreide angebaut wurde.
Im 6. Jahrhundert bauten angelsächsische Einwanderer in den Tälern von Ackerterrassen umgebene Siedlungen, während die höher gelegenen Bereiche der Ebene als Schafweide dienten. Im Süden liegt die Stadt Salisbury, die dortige Kathedrale wurde im 13. und 14. Jahrhundert errichtet und war während Jahrhunderten das höchste Gebäude Englands. Die Kathedrale ist ein Hinweis auf den Wohlstand, den der Handel mit Wolle und Stoffen in die Region brachte. 
In der frühen Neuzeit wurde ein System von kontrolliert gefluteten Wässerwiesen entwickelt, und um Salisbury herum entstanden große Herrenhäuser. Zwischen 1794 und 1810 wurde der Kennet-und-Avon-Kanal gebaut. Mitte des 19. Jahrhunderts begann der Niedergang der Woll- und Textilindustrie, was zu einem Rückgang der Bevölkerungszahl führte. Die Schafweiden wurden der Landwirtschaft und dem Militär überlassen. Während dieser Periode des Niedergangs wurde Wiltshire zu einer der ärmsten Grafschaften Englands. 1896 experimentierte Guglielmo Marconi auf dem Salisbury Plain mit drahtloser Telekommunikation und konnte dabei ein Signal über eine Entfernung von fast drei Kilometern senden.